# چاینا لایف تایوان
چاینا لایف تایوان (انگلیسی: China Life) شرکت بیمه تایوانی است، که در سال ۱۹۶۳ تأسیس شد.